# Giuseppe Riva (pittore 1861-1948)
Giuseppe Riva, o Giuseppe Amadio (Bergamo, 9 febbraio 1861 – Bergamo, 1948), è stato un pittore italiano.

## Biografia
Giuseppe Riva era figlio d'arte, il padre Giovan Battista era infatti un affermato pittore, e di Teresa Medici; anche il nonno paterno, Giovanni, era stato un pittore. Fu mandato a scuola presso l'Accademia Carrara nel 1872 per poi spostarsi a proseguire gli studi a Roma nel 1881, alla Real Accademia delle Belle Arti. Dopo il suo ritorno a Bergamo, nel 1883, il padre lo avvicinò al mondo delle committenze private. Nel 1891 lavorò con Ponziano Loverini per gli affreschi della chiesa del seminario cittadino. Furono molte le sue pitture eseguite per committenze in molte località del bergamasco e del torinese, quasi tutte di carattere religioso, alcuni di questi lavori furono venduti all'estero.Numerose sue opere sono presenti nella Basilica di Desio, dove,in varie occasioni, tra il 1900 e il 1930, ha eseguito pitture e affreschi.
L'amministrazione comunale gli commissionò i ritratti di don Antonio Agliardi e del cardinale Felice Cavagnis. Di lui rimangono numerose opere eseguite fino al 1914, anche se probabilmente poi proseguì la sua attività artistica solo ad uso privato fino alla sua morte. Il Riva era una persona molto riservata, gli anni di studio seguiti a Roma furono per lui fondamentali, molte le sue opere che riportano i monumenti distrutti che vide nella città. Il 23 giugno 1948 fu pubblicata la commemorazione di morte.

## Opere
Nel santuario mariano di Borgo Santa Caterina in Bergamo, realizzò alcuni affreschi che furono eseguiti a pagati tra il 1900 e il 1901:
- Apparizione della stella il 18 agosto 1602, il dipinto è posto centralmente alla navata. L'artista ha raffigurato la folla festante che sale alla cattedrale per la festa di san Proiettizio mentre un raggio di sole illumina l'affresco posto sopra l'abitazione privata. La scena è molto viva, sono ben ventiquattro le figure rappresentate tutte rivolte a guardare il miracolo evento che si svolgeva nel cielo. Fu per l'artista questo lavoro un modo di rappresentare tutta la sua conoscenza sia nell'abilità narrativa che interpretativa dei soggetti, pur riuscendo a mantenere l'aspetto religioso dell'evento nella sua estrema semplicità. Guardando l'affresco pare di sentire le esclamazioni entusiastiche dei testimoni del tempo.[5]
- La fuga in Egitto, il dipinto è posto sulla volta tra gli ingressi laterali, è questo un soggetto ripreso più volte dall'artista. L'artista rappresenta un grande spazio, dove nella parte destra sono poste le piramidi e a sinistra la luce del cielo a illuminare il cammino faticoso dei fuggiaschi. Maria seduta sull'asino tiene tra le braccia il piccolo che le sta accoccolato; è aggrappata alla criniera dell'animale. Due angeli sorreggono un bianco drappo che fa ombra dal sole, e riparo dalla notte; quello che potrebbe aver le sembianze di un baldacchino mentre Giuseppe prosegue stanco il cammino guidato da angeli. Il Riva ha ottenuto una raffigurazione realistica e contemporaneamente lirica.
- La presentazione al tempio è l'affresco posto sopra l'ingresso principale. La scena si svolge nel cortile del tempio dove grandi colonne anticipano ne anticipano la grandezza, dove vivono svariati personaggi, gli storpi mendicanti sono posti a destra mentre a sinistra Anna con un gruppo di donne pare raccontare la storia dei protagonisti che sono posti al centro. Maria e Giuseppe porgono il bambino al vecchio sacerdote Simeone.[6]
- Le quattordici stazioni della Via Crucis, sono dipinti molto piccoli nei quali il Riva, malgrado penalizzato dalle dimensioni, è riuscito a riproporre tutti i suoi colori vivaci e il suo realismo.

altre opere
- Madonna col Bambino i santi Stanislao e Luigi e il Beato Berchmans chiesa di Chieri 1886, poi replicata nel 1892 per una chiesa del Principato di Monaco;
- Madonna di Lorudes Chiesa di San Pietro a Chignolo d'Isola, 1880;
- Martirio di san Pietro Chiesa di San Pietro a Chignolo d'Isola dipinto di grandi dimensioni 74 mq tra i più grandi della diocesi di Bergamo, 1880[7];
- Sacra famiglia chiesa di Santa Chiara in California, 1889;
- Via crucis per la Arcidiocesi di Agra, 1890;
- Il Salvatore con santi Bonifacio e Valentino chiesa di Calcinate, 1890;
- Ritratto di Mauro Vitali, 1891;
- Ritratto del cardinale Agliardi commissionato dal comune di Adrara, esposto nella sala dei cardinali del Palazzo Frizzoni di Bergamo, 1898;
- Immacolata e Gesù presenta il cuore alle nazioni opere a fresco di grandi dimensioni per il duomo di Chiari, 1900;
- Crocifissione di Cristo con la Madonna e san Giovanni Evangelista, 1910;
- Crocifissione di Cristo con la Madonna, santa Maria Maddalena e san Giovanni Evangelista, 1911;
- Ritratto di don Luigi Rivetti, 1918;
- Venezia 1941;
- Veduta di città 1941;
- Personaggi 1947[8];